# 豪普特格拉本河 (埃爾倫巴赫河支流)
49°03′52″N 11°08′16″E / 49.06453°N 11.13777°E
豪普特格拉本河是德國的河流，位於該國東南部，由巴伐利亞負責管轄，屬於埃爾倫巴赫河的支流，河道全長2.8公里，流經魏森堡-貢岑豪森縣。